# 悬铃叶苎麻

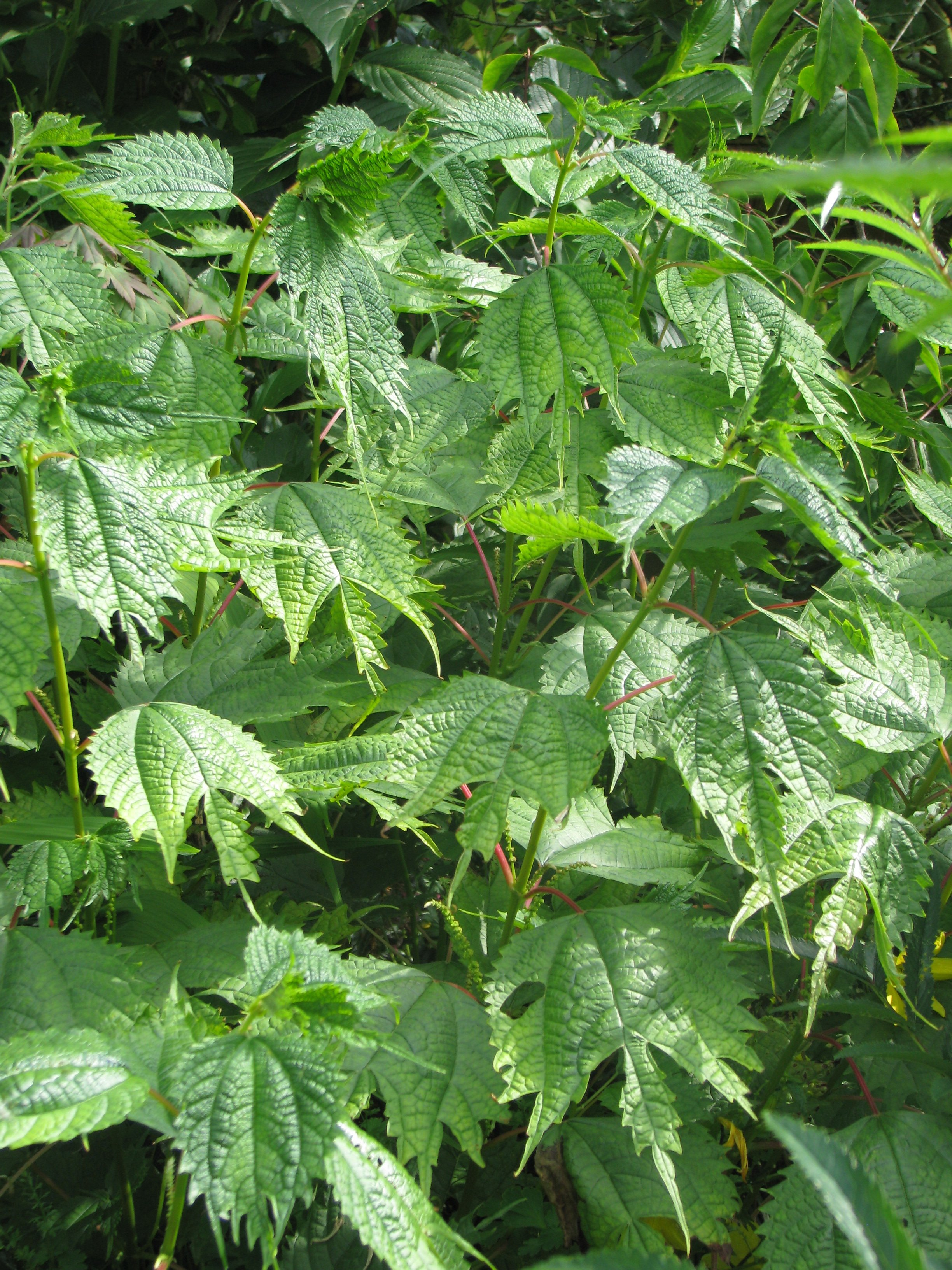

悬铃叶苎麻（学名：Boehmeria tricuspis）为荨麻科苎麻属的植物。分布于日本、朝鲜以及中国大陆的广东、山东、陕西、河南、河北、广西、四川、湖北、山西、福建、江苏、江西、甘肃、湖南、浙江、贵州、安徽等地，生长于海拔500米至1,400米的地区，一般生于低山山谷疏林下、沟边及田边，目前尚未由人工引种栽培。

## 别名
八角麻（浙江、江西） 野苎麻（江西、安徽、甘肃） 方麻（浙江） 龟叶麻（安徽） 山麻（江西、甘肃）